# We’ve Got the World
We've Got the World – utwór irlandzkiego wokalisty Mickeya Harte'a, napisany przez Martina Brannigana i Keitha Molloya, nagrany i wydany w 2003 roku na debiutanckim albumie studyjnym artysty pt. Sometimes Right Sometimes Wrong.
Utwór zadebiutował na pierwszym miejscu krajowych list przebojów, zostając najszybciej sprzedającym się singlem roku w kraju. Singiel otrzymał także certyfikat poczwórnej platynowej płyty za osiągnięcie wyniku 60 tys. sprzedanych egzemplarzy.

## Historia utworu

### Nagrywanie
Utwór został napisany i skomponowany przez Martina Brannigana i Keitha Molloya, natomiast produkcją i miksem zajął się australijski duet producencki 2A, tj. Anthony Abicair i Theo Mandylas. Po wygraniu finału krajowych eliminacji do 48. Konkursu Piosenki Eurowizji twórcy piosenki zostali posądzeni o popełnienie plagiatu duńskiego singla „Fly on the Wings of Love”, z którym bracia Olsen wygrali konkurs w 2000 roku. Organizator imprezy, Europejska Unia Nadawców (EBU), dopuścił irlandzką propozycję do stawki konkursowej.

### Wykonania na żywo:You're Star, Konkurs Piosenki Eurowizji
W 2002 roku Harte wziął udział w irlandzkiej wersji programu Operación Triunfo – You're a Star. W marcu 2003 roku wokalista wystąpił w półfinale konkursu z utworem „We've Got the World Tonight”, z którym tydzień później wygrał koncert finałowy, zostając reprezentantem Irlandii podczas 48. Konkursu Piosenki Eurowizji.
Hart zaprezentował zwycięski utwór 24 maja w finale Konkursu Piosenki Eurowizji, swój występ dedykował zmarłemu kilka tygodniu wcześniej ojcu. Singiel otrzymał łącznie 53 punkty, zajmując 11. miejsce w końcowej klasyfikacji. Podczas występu wokaliście towarzyszyły chórzystki: Sara Brophy, Susan McGowan i Catriona McGuinty,

## Lista utworów
CD Single
1. „We've Got the World Tonight” – 3:22
2. „Without You” – 5:15
3. „Misunderstood” – 4:10

## Notowania na listach przebojów
| Kraj     | Lista (2003)    | Miejsce | Ceryfikat  |
| -------- | --------------- | ------- | ---------- |
| Irlandia | Singles Top 100 | 1       | 4x Platyna |